# Kents Store
Kents Store è un'area non incorporata della Contea di Fluvanna, nello stato della Virginia, negli Stati Uniti d'America.